# Diego Ameixeiras
Diego Ameixeiras Novelle, nascut a Lausana el 5 de novembre de 1976, però criat a Ourense, és un periodista i escriptor gallec en llengua gallega. Ha guanyat diversos premis i ha estat traduït a diverses llengües, entre elles el català i l'espanyol.
Ameixeiras destaca per un estil directe i econòmic en l'expressió, amb trames que reflecteixen realitats opressives i violentes.

## Trajectòria
Va treballar com a guionista de diverses sèries emeses per la Televisió Gallega (Terra de Miranda, Os Atlánticos, Matalobos) i com a col·laborador dels diaris Diario de Pontevedra i El Mundo. Va ser coguionista dels llargmetratges 18 àpats (Jorge Coira, 2010), pels quals va rebre el Premi Mestre Mateo al millor guió, i La mujer del Eternauta (Adán Aliaga, 2011).
Va publicar dues novel·les negres ambientades a Ourense: Baixo mínimos (2004) i O ciudadan do mes (2006), protagonitzada pel detectiu Horacio Dopico. L'estil d'aquestes dues obres, una paròdia del hard-boiled americà, ple de dialectalismes corresponent als parlars d'Ourense, l'acosta a la producció narrativa de Bieito Iglesias.
El setembre de 2010 es va publicar la novel·la Asasinato no Consello Nacional  (Assassinat al Consell Nacional), que es va convertir en un èxit de vendes. L'any 2011 va guanyar el premi de novel·la per lliuraments de La Voz de Galicia amb Historias de Oregón, publicat al diari durant el mes d'agost.
Va col·laborar en la monografia A falacia da sustentabilidade (La fal·làcia de la sostenibilitat), editada per Renderén.
A l'actualitat (2024) escriu a La Voz de Galicia.

## Obres

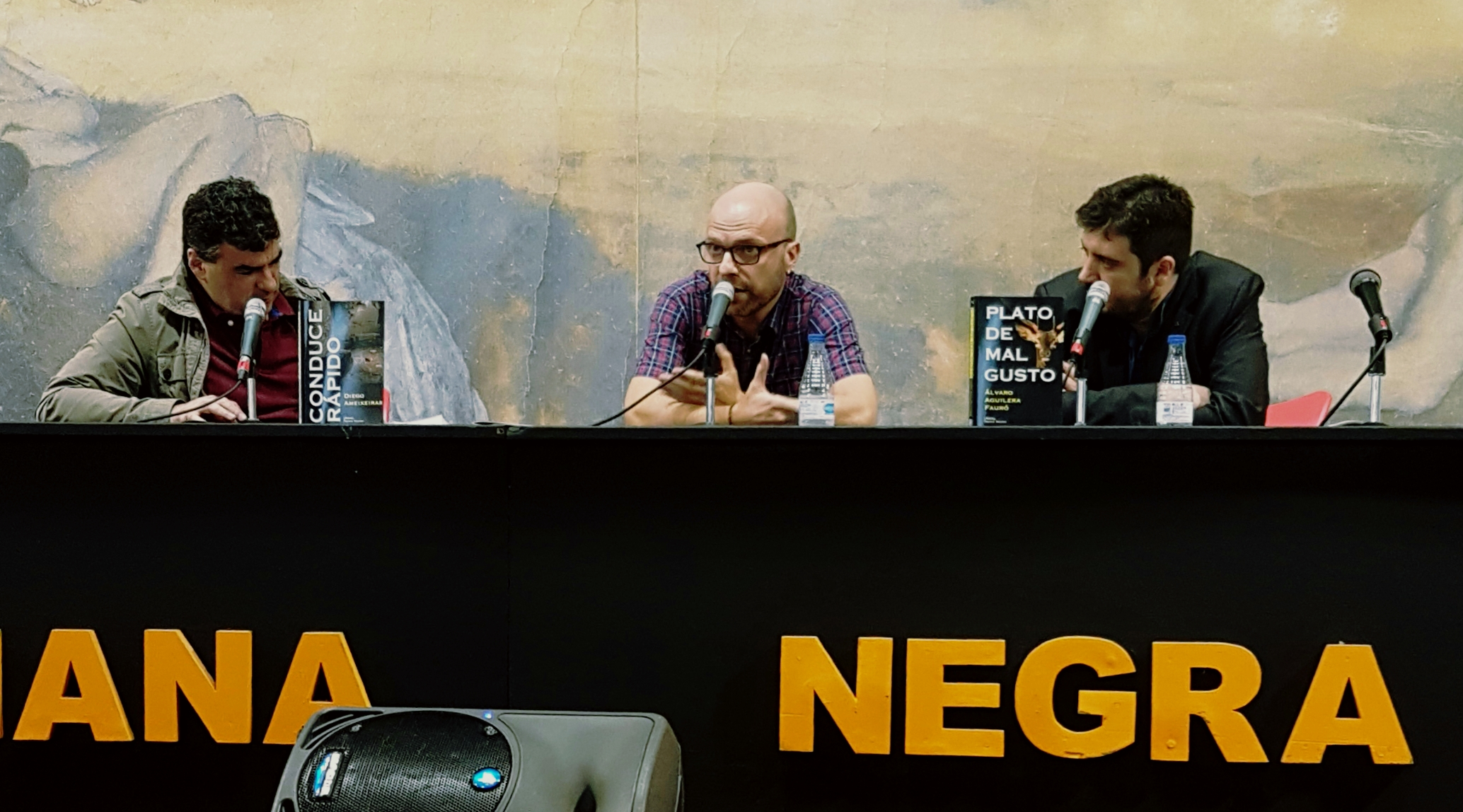
Ameixeiras (al centre de la imatge) durant la Setmana Negra 2017 celebrada a Xixón, canta Álvaro Aguilera (dreta).

### Narrativa per a adults

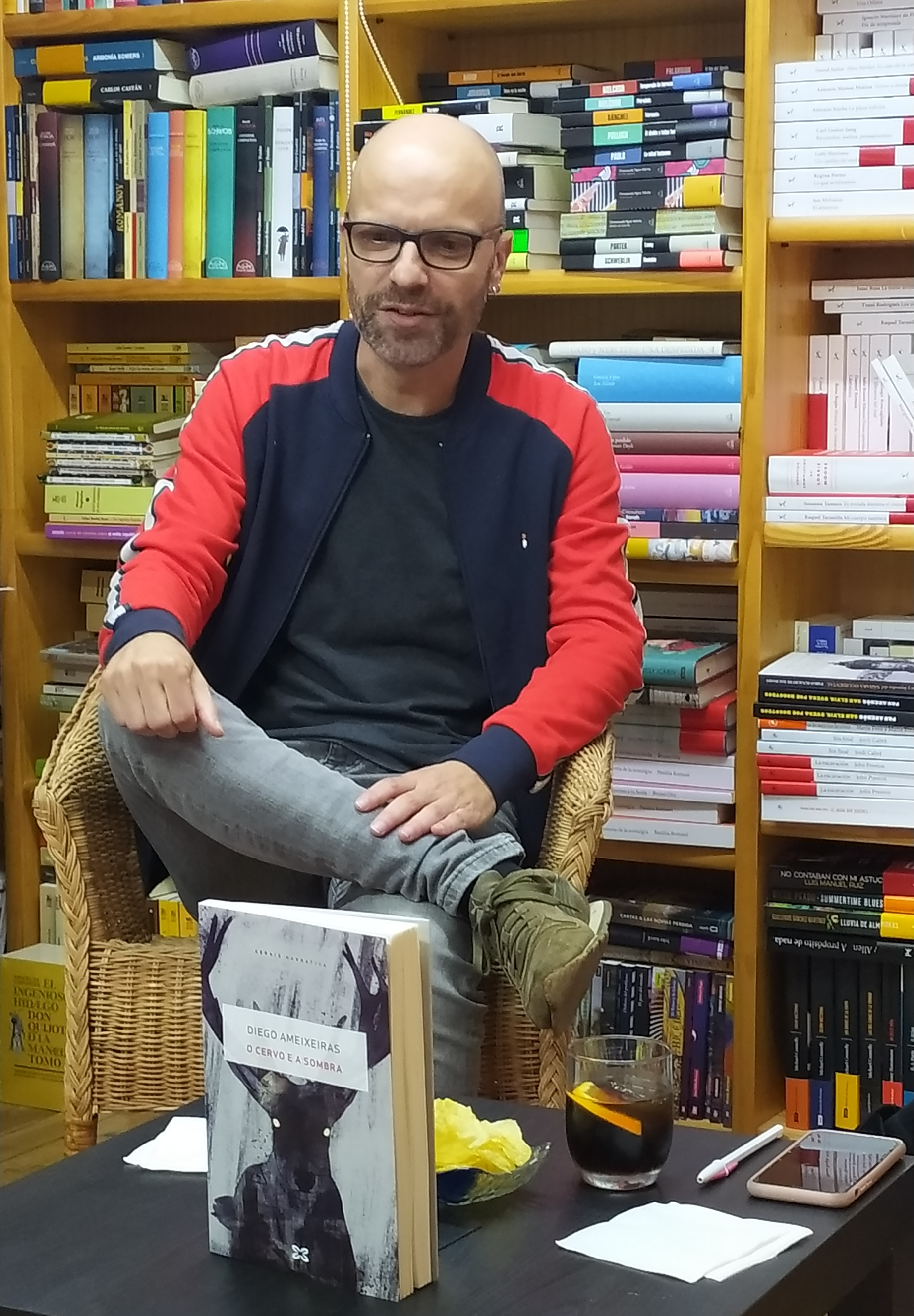
Presentació El cérvol i l'ombra a la Llibreria Paz de Pontevedra el 13 de novembre de 2021

- Baixo mínimos  ( 2004 ). Vigo : General. 176 pàgines ISBN 978-84-9782-167-4.
- O cidadán do mes  ( 2006 ). Vigo: General. 216 pàgines ISBN 978-84-9782-384-5.
- Tres segundos de memoria  (2006). Vigo: General. 216 pàgines ISBN 978-84-9782-487-3 . ePub: ISBN 978-84-9914-425-2.
- Dime algo sucio  ( 2009 ). Vigo: General. 224 pàgines ISBN 978-84-9914-060-5 . ePub: ISBN 978-84-9782-881-9. Traduït al català com Digue'm alguna cosa bruta, Sushi Books, 2013.
- Asasinato no Consello Nacional  ( 2010 ). Vigo: General. 384 pàgines. ISBN 978-84-9914-171-8 . ePub: ISBN 978-84-9914-476-4.
- Historias de Oregón (2011) Vigo: General. 104 pàgines. ISBN 978-84-9914-312-5 . ePub: ISBN 978-84-9914-796-3.
- Todo OK (2012) Vigo: General. 136 pàgines ISBN 978-84-9914-452-8 . ePub: ISBN 978-84-9914-412-2.
- Matarte lentamente ( 2013 ). Vigo: General. 168 pàgines ISBN 978-84-9914-567-9 . ePub: ISBN 978-84-9914-594-5.
- Conduce rápido  ( 2014 ). Vigo: General. 152 pàgines ISBN 978-84-9914-781-9 . ePub: ISBN 978-84-9914-784-0.
- A noite enriba  (2015). Vigo: General. 152 pàgines ISBN 978-84-9914-936-3 . ePub: ISBN 978-84-9914-948-6. Traduït al català com Negra Nit per Maria Llopis, Editorial Clandestina, 2024.[1]
- A crueldade de abril  (2018). Vigo: General. 136 pàgines ISBN 978-84-9121-338-3 . ePub: ISBN 978-84-9121-339-0.
- O cervo e a sombra (2021). Vigo: General. 160 pàgines ISBN 978-84-9121-992-7 . ePub: ISBN 978-84-9121-999-6.[3]
- "A néboa (La boira)" (conte, 2023). Nós Diario.

- Un anarquista (2024). Vigo: General.[4] 112 pàgines ISBN 978-84-1110-515-6 . ePub: ISBN 978-84-1110-522-4. Traduït al català per Ricard Vela, Editorial Alrevés, 2024.[5]

### Narrativa infantil i juvenil
- Xulia Belavista, detective animalista  (2024). Tambre-Edelvives.[6] 88 pàgines ISBN 978-84-9046-738-1.

### Novel·la gràfica
- Os suicidantes (The Suicide Squad, 2023). Amb Tomás Guerrero. Vigo: General. 112 pàgines ISBN 978-84-1110-439-5.[4] ePub: ISBN 978-84-1110-444-9.

### Teatre
- Currículum vitae (2012; juntament amb Álex Sampayo, Borja F. Caamaño, Avelino González, Araceli Gonda, José Prieto i Manuel Cortés)
- O aniversario (2015)
- Get Back[7] (2016)

### Traducció
- Red Harvest (2016), de Dashiell Hammett
- The Long Goodbye (2019), de Raymond Chandler

## Premis i nominacions
- Guanyador dels Premios Mestre Mateo 2010 en la categoria de millor guió juntament amb Jorge Coira i Araceli Gonda pel film 18 àpats.
- Nominat als Premis María Casares 2013 en la categoria de millor text original per a Currículum vitae .
- Premi General l'any 2006, per Tres segons de memòria .
- Premi Irmandade do Libro al millor llibre de l'any 2010 per assassinat al Consell Nacional .
- Premi de novel·la per entregues de La Voz de Galicia l'any 2011 per Historias de Oregón .
- Premi al Director de la Setmana Negra de Gijón 2011 per Tell me something dirty.
- Premi Losada Diéguez de creació literària 2015, per Conduce rápido .
- Guanyador dels Premios Mestre Mateo 2017 en la categoria de millor guió juntament amb Nely Reguera, Eduard Sola, Valentina Viso i Roger Sogues per María y los demás .
- Premi de la Crítica de Narrativa Gallega 2022 per O cervo e a sombra.[8]
- Premis Follas Novas do Libro Galego 2022 al millor llibre de narrativa per O cervo e a sombra .